# Giuseppe Fagnano
Giuseppe Fagnano, conosciuto anche come José Fagnano (Rocchetta Tanaro, 9 marzo 1844 – Santiago del Cile, 18 settembre 1916), è stato un presbitero e missionario italiano.

## Biografia
Giuseppe Fagnano nacque a Rocchetta Tanaro, in provincia di Asti, il 9 marzo 1844, da una famiglia contadina. Fu avviato per gli studi ginnasiali e la carriera ecclesiastica nel seminario vescovile di Asti.
Scoppiata la seconda guerra d'indipendenza contro l'Austria, spinto dagli entusiasmi popolari, il giovane Fagnano si arruolò volontario tra i garibaldini e si occupò di assistenza ai feriti; dallo stesso Garibaldi fu però indotto a passare fra le truppe regolari a causa della sua insofferenza verso l'anticlericalismo degli altri volontari; nei successivi mesi di guerra fu assegnato all'assistenza dei feriti ad Asti nei locali del seminario. Nel novembre 1859 entrò nell'oratorio di don Giovanni Bosco a Torino, continuando gli studi. Nel 1864 fu ordinato sacerdote a Casale Monferrato.
Fu inviato come insegnante dal 1863 al 1872 nel collegio di Lanzo Torinese e successivamente come economo nel collegio di Varazze.
Nel 1875 fu inserito da Don Bosco tra i primi missionari inviati in Argentina dove, nella località di San Nicolás de los Arroyos venne aperto un collegio salesiano. L'avvio del collegio di San Nicolás incontrò diverse difficoltà nella costruzione della struttura e nella penuria di sovvenzioni e allievi iscritti.
Nel 1879 Fagnano si ammalò di tifo e fu costretto a un periodo di ricovero a Buenos Aires. La sua gestione del collegio, ormai sommerso dai debiti, non aveva soddisfatto i suoi confratelli, che pur apprezzando la dedizione al lavoro e la forza di volontà di Fagnano, gli rimproverarono una gestione incauta e avventata. I superiori di Buenos Aires lo reputarono non idoneo a tali responsabilità.
Tuttavia, a Torino don Bosco continuò a scommettere sul sacerdote e gli affidò la gestione di una parrocchia a Carmen de Patagones, nella remota regione della Patagonia.
Il 2 dicembre 1883 Fagnano fu nominato prefetto apostolico della Patagonia meridionale, delle Malvine e di tutti i territori meridionali fino allo stretto di Magellano.
Intanto, tra il 1880 e il 1887, Fagnano si rese protagonista di diverse esplorazioni lungo tutta la valle del Rio Negro, per entrare in contatto con i gruppi di aborigeni sparsi nel territorio.
Nel 1887 lasciò la sua residenza di Carmen de Patagones per trasferirsi nella località cilena di Punta Arenas, nella Terra del Fuoco.
Si dedicò ad opere di esplorazione ed evangelizzazione di questi territori, costruendo collegi, scuole, oratori e luoghi di culto.

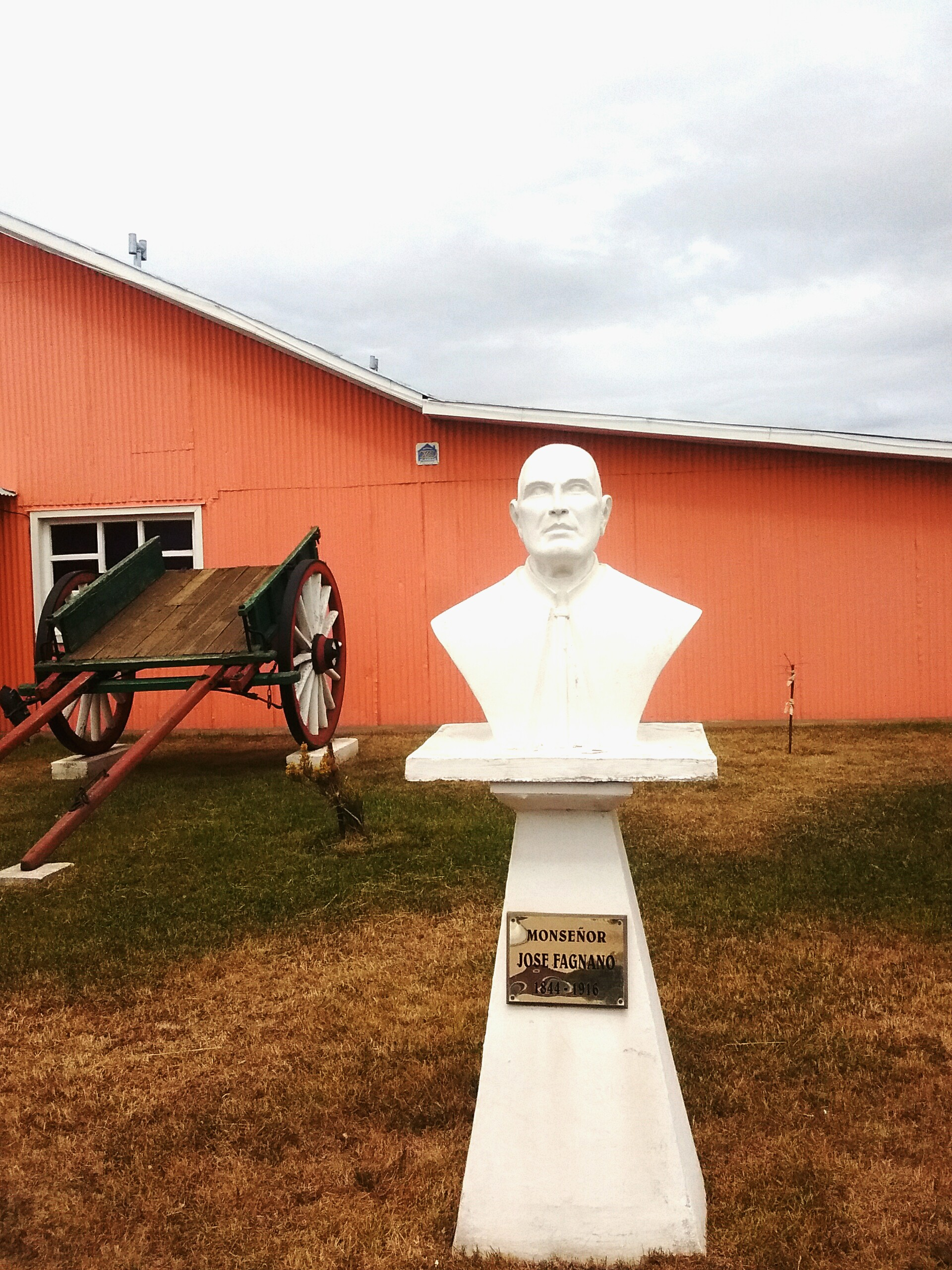
Monumento dedicato a Fagnano, situato a Río Grande.

Nel 1890 ottenne dal presidente cileno José Manuel Balmaceda la concessione dell'isola Dawson, dove i salesiani iniziarono la costruzione di una missione, chiamata San Rafael, abitata da indigeni di varie tribù fuegine. Il progetto non riuscì a decollare e la popolazione fu vittima di malattie come  il tifo, la scarlattina e la tubercolosi. San Rafael fu abbandonata nel 1911.
Tra il 1892 e il 1893 fu avviata un'altra missione, su una concessione situata alla fonte del Rio Grande, che prese il nome di Nostra Signora della Candelaria. Nella hacienda della Candelaria arrivarono ad esserci oltre 20.000 capi di bestiame, attirando anche in maniera stabile gruppi di indigeni dell'etnia Ona.
Nel 1916 la prefettura apostolica della Patagonia meridionale diventò un vicariato apostolico. Il salesiano cileno Abrahán Aguilera venne scelto come primo prelato.
Fagnano nei suoi ultimi anni di vita non smise di viaggiare attraverso l'Argentina e il Cile.
Morì a Santiago del Cile il 18 settembre 1916. 
La comunità di Punta Arenas volle che la sua salma venisse trasferita proprio nella cittadina dove il sacerdote piemontese aveva trascorso molti anni, seppellendola nella chiesa che egli aveva fatto costruire.

## Curiosità
Gli è stato dedicato il lago Fagnano, situato nella Terra del Fuoco, sul confine tra il Cile e l'Argentina.
Nel centesimo anniversario della sua morte, a Rocchetta Tanaro è stata organizzata una celebrazione in suo onore, durante la quale è stata anche apposta una targa commemorativa.